# Aurore Delaigle
Aurore Delaigle est une mathématicienne belgo-australienne, professeure de statistiques dans le département de mathématiques et de statistiques de l'université de Melbourne, en Australie,. Ses sujets de recherche incluent les tests non-paramétriques, la déconvolution et l'analyse de données fonctionnelles.

## Formation et carrière
Elle obtient une licence de mathématiques et un master de statistiques, à l'université catholique de Louvain, en Belgique, où elle soutient un doctorat en statistiques, sous la direction d'Irène Gijbels, sur l'estimation de noyau dans des problèmes de déconvolution. Au début de sa carrière, elle a obtenu une bourse de recherche postdoctorale à l'université de Californie à Davis, avant de rejoindre l'université de Californie à San Diego en tant que professeure adjointe. Elle a également été lectrice à l'université de Bristol.
En 2014, elle est nommée professeure à l'université de Melbourne.

## Prix et distinctions
Durant son séjour à l'UC San Diego, elle a reçu une bourse Hellman (2006-07).
En 2013, elle est lauréate de la médaille Moran de l'Académie australienne des sciences, pour sa contribution à des « problèmes statistiques contemporains ».
De 2013 à 2018, elle est Future Fellow de l'Australian Research Council, et elle étudie de nouvelles méthodes statistiques non paramétriques.
En 2017, elle reçoit le prix Snedecor du Comité des présidents de sociétés statistiques pour « ses contributions fondamentales et innovantes à la théorie statistique »,.
Elle est membre de l'Institut de statistique mathématique pour son travail dans « l'estimation de fonction non-paramétrique, les problèmes de mesure d'erreur et les données fonctionnelles ».
Elle est également membre élue de l'Institut international de statistique.

## Publications
- Delaigle, A. et Meister, A. (2011). « Nonparametric Regression Analysis for Group Testing Data ». JASA, 106, 640-650.
- Achilleos, A. et Delaigle, A. (2012). « Local bandwidth selectors for deconvolution kernel density estimation ». Statistics and Computing, 22, 563-577.